# Pithecopus azureus
Pithecopus azureus è una specie di anfibi della famiglia Phyllomedusidae. Si trova nel nord dell'Argentina, in regioni pantanose, nel Cerrado del Brasile centro-occidentale, nel Gran Chaco della Bolivia orientale e nel Paraguay. Il suo habitat è composto da savane e boschi aperti.
Può misurare da 31 a 44 mm. Il dorso è di colore verde vivo e il ventre è bianco senza macchie. I fianchi e le parti ventrali delle gambe mostrano un disegno di macchie scure irregolari sopra uno sfondo arancione. È una specie notturna. Si riproduce durante la stagione umida in stagni temporanei. Costruisce nidi fatti di fogliame sopra lo stagno, così una volta che le uova saranno state covate potranno cadere in acqua.